# Кереки, Золтан
Зо́лтан Ке́реки (венг. Kereki Zoltán; род. 13 июля 1953, Кёсег) — венгерский футболист, футбольный тренер и спортивный функционер, играл на позиции защитника.

## Биография

### Клубная карьера
Кереки начал карьеру в клубе одного из низших дивизионов «Кёрменди», за который играл два сезона.
В 1973 году, Кереки перешёл в «Халадаш», за который играл шесть сезонов, став одним из ключевых игроков в клубе и в 1976 году был признан футболистом года в Венгрии. В 1979 году, он перешёл в «Залаэгерсег», в котором отыграл пять сезонов.
Его последним клубом в карьере стал австрийский «Ваккер», в котором он отыграл два сезона.

### Карьера в сборной
Кереки был капитаном сборной Венгрии на чемпионате мира 1978 года, на котором сыграл три матча на групповом этапе. Всего за сборную Венгрии сыграл 37 матчей и забил 7 мячей.

### Тренерская и административная карьера
Работал главным тренером «Залаэгерсег» с 1989 по 1990 год, а также был спортивным функционером в Халадаше и работал в Венгерской футбольной федерации.

## Достижения

### Личные
- Футболист года в Венгрии (1) : 1976